# Värmebölja

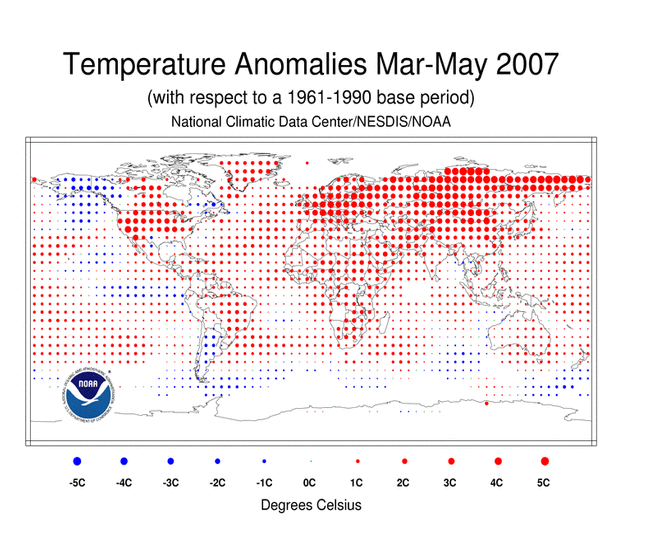
Karta som visar ovanliga temperaturer i mars till maj 2007.

Värmebölja är den allmänna beteckningen inom meteorologin på perioder med för årstiden ovanligt varmt väder. Då klimatet på jorden skiljer sig så mycket på olika platser finns ingen enhetlig definition av fenomenet. Av naturliga skäl innebär ovanligt varmt väder helt olika temperaturer om man bor i Sverige än till exempel Grekland eller Indien.
Värmeböljor kan få allvarliga konsekvenser. Hos människor och djur kan allvarliga hälsoeffekter uppkomma såsom värmeslag och uttorkning. Naturen drabbas av torka, i synnerhet om luftfuktigheten är låg och nederbörden mindre än nödvändigt.

## Definitioner
Meteorologiska världsorganisationen, som lyder under Förenta nationerna, definierar värmebölja så här: "Över fem dagar i sträck med högsta dagstemperatur mer än 5 grader över den för årstiden normala under perioden 1961–1990". I Sverige definierar SMHI värmebölja som en period med maxtemperaturer över 25 grader minst 5 dagar i sträck. Enligt denna definition råder därmed inte värmebölja under perioder med ovanligt höga vintertemperaturer. Då talar man istället om "ovanligt milt väder", eller "för årstiden höga temperaturer". I USA varierar definitionen i olika regioner, men den generella definitionen enligt NOAA (motsvarigheten till SMHI) är minst tre dagar i sträck med högsta temperatur över 32 °C. Med värmeböljor följer ofta hög luftfuktighet vilket gör att det känns ännu varmare än det egentligen är. I USA (och även andra länder) använder man sig därför av ett s.k. värmeindex som kombinerar den aktuella lufttemperaturen med den relativa luftfuktigheten för att beskriva hur varmt det verkar vara. Vid en lufttemperatur på 27 °C i skuggan kommer en luftfuktighet på 45 % att kännas som just 27 °C. Men vid en temperatur på 43 °C kommer en luftfuktighet på bara 18 % att kännas som att det är varmare än det faktiskt är.
Perioder med temperaturer långt över de normala kan vara alltifrån något dygn till åtskilliga veckor. En del platser på jorden är särskilt utsatta. Bland dem kan nämnas Medelhavsregionen, stora delar av USA, Mellanöstern och Syd- och Sydostasien. Indien och Pakistan drabbas praktiskt taget årligen av mycket intensiva värmeböljor med temperaturer upp till 50 °C eller mer innan sommarmonsunen inleds i månadsskiftet maj/juni. I Death Valley i Kalifornien och delar av Saharaöknen har man mätt upp temperaturer på över 55 °C. I Medelhavsregionen kan temperaturen överstiga 45 °C när varma vindar från Saharaöknen blåser norrut. I Sverige är temperaturer över 35 grader ovanliga. Värmerekordet är ändå så pass högt som 38 grader vilket noterats i Ultuna 9 juli 1933 och Målilla 29 juni 1947.

## Effekter av värmeböljor
Mycket höga temperaturer kan ha allvarliga effekter på hälsan och de flesta dödsfallen beror på uppkomna skador på hjärnan. Värmeböljor tillhör de väderfenomen som kräver allra flest dödsoffer, även om torka och översvämningar vida överträffar. Allra hårdast drabbas sjuka och/eller äldre personer I till exempel USA omkommer årligen hundratals människor på grund av värme som därmed dödar många fler amerikaner än orkaner och tromber. Den rekordintensiva värmeböljan som drabbade Västeuropa i augusti 2003 ledde till upp mot 70 000 dödsoffer. Oftast är mer än hälften av de döda över 65 år gamla och en av de viktigaste åtgärderna för att undvika värmeinducerade dödsfall i sviterna av värmeböljor är tillgång på fungerande luftkonditionering.  
Temperaturen steg då upp till 47 °C i Portugal och Spanien. I Frankrike uppmättes temperaturer på över 40 °C och i Storbritannien 38 °C. I Ungern rapporterade myndigheterna att över 500 omkom i samband med rekordvärmen i slutet av juli 2007. Rekordhöga temperaturer uppmättes också i Bulgarien, Republiken Makedonien och Serbien. Även i Grekland och Rumänien var det extremt varmt i över en vecka. I u-länder går ofta många dödsfall orapporterade, det är därför omöjligt att exakt veta hur många som varje år dör i samband med värmeböljor.
Värmeböljor går ofta hand i hand med torka. I värmens spår följer därför ofta våldsamma skogsbränder och stora skador för jordbruket. Elavbrott förekommer också många gånger. Detta orsakas delvis av att elnätet blir överbelastat på grund av framförallt flitig användning av luftkonditionering.
Globalt sett har antalet döda orsakade av väderrelaterade katastrofer minskat kraftigt sedan 1900-talets början enligt data från den internationella katastrofdatabasen EM-DAT, vilket visar hur samhällets förmåga att begränsa olyckornas konsekvenser utvecklats åt rätt håll.
Värmeböljor och skogsbränder är något som medfört att många drabbade väljer att semestra i ett svalare land, coolcation.

## Värmeböljor och den globala uppvärmningen
Den globala uppvärmningen gör att värmeböljor och extremt varma dagar blir vanligare. Fram till år 2100 förväntas enligt FN:s klimatpanel IPCC jordens medeltemperatur stiga med 2 till 4,5 °C, i värsta fall ännu mer. SMHI räknar med att registrera den första 40-gradersdagen i Sverige inom 20–30 år. Nya studier för Europa visar att perioderna med ovanligt varmt väder redan ökat kraftigt senaste seklet. Och det är en trend som förväntas förstärkas ytterligare. Framåt år 2100 kommer troligen värmeböljor med temperaturer över 50 grader inte vara ovanliga i Medelhavsländerna och i Saharaöknen kanske temperaturen ibland överstiger 60 °C.  
Värmen riskerar att påverka såväl befolkningens hälsa som jordbruket och turistindustrin i länder som Spanien, Italien, Grekland och Turkiet. Detsamma gäller för befolkningen i stora delar av Australien, USA och Sydasien. Ännu värre riskerar fattiga länder drabbas där många lever på marginalen i gränstrakterna till ökenområdena, till exempel Sahelregionen i Afrika och många länder i Mellanöstern. 
En studie från 2020 i Proceedings of the National Academy of Sciences visar att år 2070 riskerar en tredjedel av världens befolkning att bo på platser som känns som dagens Sahara.